# انستیتو دولتی هنری و نمایشی ایروان
انستیتو دولتی هنری و نمایشی ایروان (ارمنی: Երևանի պետական գեղարվեստաթատերական ինստիտուտ (ԵՊԳԹԻ) یک انستیتو آموزشی عالی در ارمنستان در بین سال‌های ۱۹۵۲ تا ۱۹۹۴ میلادی می‌باشد که توسط اتحادیه نمایشی ایروان و انستیتو هنری ایروان بنیانگذاری شد. این انستیتو در سال ۱۹۹۴ میلادی به دو شعبه آکادمی دولتی هنرهای زیبای ارمنستان و انستیتو دولتی سینما و تئاتر ایروان تقسیم شد.

## رئیسان
- واویک وارطانیان (۱۹۵۲)
- آرا سارگسیان (۱۹۵۲–۱۹۵۹)
- مارتین چاریان (۱۹۵۹–۱۹۹۴)
- واهاگن مکرتچیان (۱۹۹۴)

## دانش‌آموختگان سرشناس
- موراد جانیبکیان
- کناریک وارطانیان
- هوهانس شارامبیان
- ادوارد یدیگاریان
- آلکساندر گریگوریان (نقاش)
- هوهانس بجانیان
- رافائل بابایان (نقاش)
- آرتاشس آبراهامیان (نقاش)
- گریگور آزیزیان (نقاش)
- واغیناک آصلانیان
- مکرتیچ ستراکیان
- گئورگ خاناغیان
- واهرام خاچیکیان
- سورن پیپویان
- آرامائیس سارگسیان (نقاش)
- اسپارتاک سافیان
- یرم وارطانیان
- گئورگ وارطانیان (عکاس)
- گرواسیا وارطانیان
- آرمن وارطانیان
- واغارشاک سارگسیان
- آلبرت پارسامیان
- شانت سارگسیان (نقاش)
- واغیناک مانداکونی
- آرشام شاهینیان
- مانوک هوسپیان
- هراند هوسپیان (نقاش)
- پطروس مالایان
- شاوارش هوهانیسیان
- هنریک مامیان
- فردیناند مانوکیان